# Зальцах
За́льцах (нім. Salzach, в давнину Juvavus) — найбільша притока Інна, основна річка австрійської землі Зальцбург, протікає через Австрію та Німеччину. Довжина річки — 225 км. Площа водозбірного басейну — 6700 км².
Починається в Кіцбюельських Альпах, поблизу Кримля. Тече спочатку у східному напрямку до селища Шварцах-ім-Понгау, потім повертає на північ та протікає через міста Галлайн і Зальцбург. Протягом майже 70 км утворює кордон між Німеччиною (Баварією) та Австрією. 
Одна з приток — річка Кримлер-Ахе, на ній розташований каскад водоспадів. 
Зальцах протікає через такі міста як Зальцбург, Фрайлассінг, Лауфен (Зальцах), Титмонінг і Бурггаузен. Впадає в Інн поблизу Браунау-ам-Інна.

## Каскад ГЕС
На річці побудовано такі ГЕС: ГЕС Шварцах.